# Saint-Laurent-du-Tencement
Saint-Laurent-du-Tencement is een gemeente in het Franse departement Eure (regio Normandië) en telt 51 inwoners (2009). De plaats maakt deel uit van het arrondissement Bernay.

## Geografie
De oppervlakte van Saint-Laurent-du-Tencement bedraagt 2,8 km², de bevolkingsdichtheid is dus 18,2 inwoners per km².
De onderstaande kaart toont de ligging van Saint-Laurent-du-Tencement met de belangrijkste infrastructuur en aangrenzende gemeenten.

## Demografie
Onderstaande figuur toont het verloop van het inwonertal (bron: INSEE-tellingen).